# Fσ集合
数学の一分野である位相空間論における Fσ-集合とは、位相空間の部分集合で、閉集合の可算和に書けるようなものを言う。由来としては、F が閉（集合）を意味するフランス語の fermé から、σ が合併を意味するフランス語の somme からそれぞれとられている。

## 性質
Fσ-集合の補集合は Gδ-集合である。
可算個の Fσ-集合の合併はまた Fσ-集合であり、有限個の Fσ-集合の交わりはふたたび Fσ-集合を成す（Fσ-集合の可算交叉は Fσδ-集合という）。

## 例と反例
- 任意の閉集合は明らかに Fσ-集合である。
- 有理数全体の成す集合 Q は実数全体の成す集合 R の Fσ-集合である。無理数全体の成す集合 P = R ∖ Q は R の Fσ-集合ではない。
- チホノフ空間において、一点集合 {x} は閉集合となるから、任意の高々可算な集合は Fσ-集合になる。
- 距離化可能空間においては、任意の開集合が Fσ-集合になり、また任意の閉集合が Gδ-集合になる。

座標平面 R2 上の点 (x, y) で x/y が有理数となるようなもの全体の成す集合 A は Fσ-集合である。これは A が原点を通り、傾きが有理数であるような直線の和
{\displaystyle A=\bigcup _{r\in \mathbb {Q} }\{(ry,y)\mid y\in \mathbb {R} \}}
として書けることによる。ここで有理数全体の成す集合 Q が可算集合であることに注意。